# 天主教雷西斯滕西亞總教區
天主教雷西斯滕西亞總教區（拉丁語：Archidioecesis Resistenciae）是阿根廷一個羅馬天主教總教區，下轄兩個教區。是該國十四個總教區之一。
1939年6月3日升為教區，1984年2月28日升為總教區。
總教區範圍包括查科省東部共九縣，2010年有教友495,000人（佔轄區總人口83.2%）、三十個堂區、六十名司鐸。現任教區總主教為拉蒙·阿爾弗萊多·杜斯。